# Laphria falvifacies
Laphria falvifacies är en tvåvingeart som beskrevs av Macquart 1850. Laphria falvifacies ingår i släktet Laphria och familjen rovflugor. Inga underarter finns listade i Catalogue of Life.